# 南昭和町
南昭和町（みなみしょうわちょう）は、徳島県徳島市の町名。現行行政地名は南昭和町一丁目から南昭和町七丁目。2009年12月現在の人口は4,393人、世帯数は2,014世帯。郵便番号は〒770-0944。

## 地理
徳島市の東部に位置し、昭和地区に属する。南の御座船入江川と園瀬川沿いには塩田跡が多く、アシの生い茂る廃塩田の池であったが、近年は埋め立てられ住宅地化されている。特に南接する山城町に徳島文理大学が1966年（昭和41年）に設立されて以来著しい。市道を中心市街化が進み、商業地・住宅地として開発され、かつての田園風景はみられなくなった。

### 河川
- 園瀬川
- 御座船入江川

## 歴史
元は斎田町・富田浦町の各一部で、1941年（昭和16年）に現在の町名となった。当町の新道は昭和初期、堀淵斎田線として開通し、地域の中心道路となりその後発展した。当町は昭和地区（万代町を含む）では最も開発の遅れた区域であったが、昭和30年代からの高度経済成長とともに農地・塩田跡の宅地化が進んだ。

## 交通

### バス
徳島バス
- 南昭和町一丁目

### 道路
- 国道55号
- 徳島県道120号徳島小松島線

## 施設
- センチュリープラザホテル
- ピザ・ロイヤルハット本社・昭和店（場所は異なる）
- シーツービーテック本社
- マルナカ徳島事業部（昭和店に併設）